# Colonia Piedra del Sol
Colonia Piedra del Sol är en ort i Mexiko.   Den ligger i kommunen Xochistlahuaca och delstaten Guerrero, i den sydöstra delen av landet, 300 km söder om huvudstaden Mexico City. Colonia Piedra del Sol ligger 331 meter över havet och antalet invånare är 114.
Terrängen runt Colonia Piedra del Sol är kuperad. Runt Colonia Piedra del Sol är det ganska glesbefolkat, med 50 invånare per kvadratkilometer. Närmaste större samhälle är Tlacoachistlahuaca, 9,1 km nordväst om Colonia Piedra del Sol. Omgivningarna runt Colonia Piedra del Sol är en mosaik av jordbruksmark och naturlig växtlighet.